# Esther Arroyo
Esther Arroyo Bermúdez est une actrice et mannequin espagnole née le 29 mars 1968 à Cádiz en Espagne. Elle est principalement connue en France pour son rôle d'Irene Miró dans la série espagnole Un, dos, tres.

## Biographie

### Carrière
Esther Arroyo est élue Miss Espagne en 1990. Elle commence sa carrière en tant que mannequin, notamment à Londres, où elle part s'installer dès sa majorité. Elle revient ensuite en Espagne à Madrid et devient animatrice télé. À partir de 1997, elle commence à apparaître dans diverses séries télévisées espagnoles. C'est en 2004 qu'elle obtient le rôle d'Irene Miró dans la série Un, dos, tres.

### Vie privée
Esther est mariée et a deux enfants nés de deux mariages différents : Francisco José (né en 1993) et Ainhoa (née en 2006).

### Filmographie
- 1997 : Más que amigos : Aitana (2 épisodes)
- 1998-2002 : Periodistas : Alicia Rocha
- 2003 : 7 vidas : Sandra (1 épisode)
- 2004-2005 : Un, dos, tres : Irene Miró (saisons 5 et 6)
- 2007 : La famille Serrano : Miriam (2 épisodes)
- 2007 : Como el perro y el gato : Patricia (4 épisodes)
- 2008-2009 : La familia mata : Montse (saisons 2 et 3)
- 2011 : Vida loca : Ana Ferrán